# Astragalus pyrrhotrichus
Astragalus pyrrhotrichus är en ärtväxtart som beskrevs av Pierre Edmond Boissier. Astragalus pyrrhotrichus ingår i släktet vedlar, och familjen ärtväxter. Inga underarter finns listade i Catalogue of Life.